# Панотии

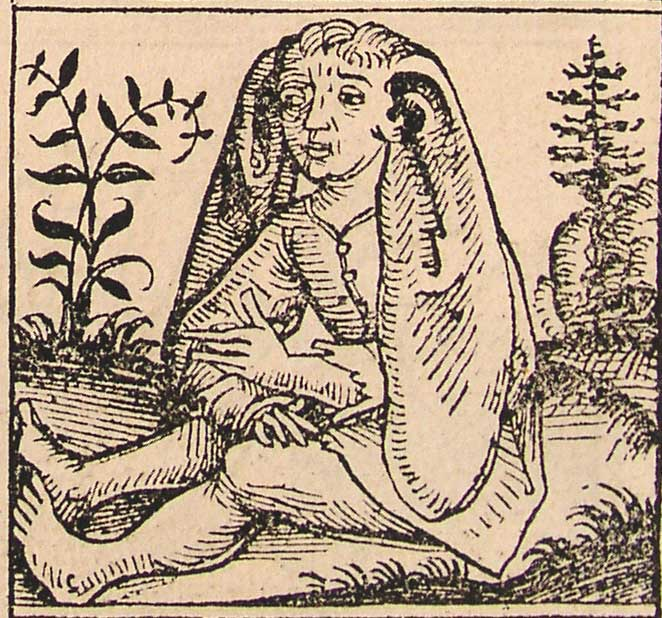
Панотий. Рисунок из «Нюрнбергской хроники», 1493 год.

Панотии — вымышленная раса человекоподобных существ, имеющих невероятно большие уши, которыми они могут закрыть всё тело. Древнеримский учёный Плиний Старший описывал их в своей Естественной истории, местом их проживания указывая Скифию. Он писал, что свои уши панотии используют для защиты от жары, холода и вместо одежды.
Также о панотиях писал древнеримский географ Помпоний Мела, указывавший их местом обитания Оркнейские острова.
Говорили об их фантастической силе, например, что они могли вырвать в одиночку дерево с корнем. Считалось, что они агрессивны к людям, и иногда занимались людоедством.